# Дървета в България
Видовете дървета в България:
- Американски ясен – Fraxinus americana L.
- Брекина – Sorbus torminalis (L.) Crantz
- Бял бор – Pinus sylvestris L.
- Бял бряст- Ulmus laevis Pall. (U. effusa Wi11d., U. pedunculata Foug.)
- Мъждрян (Бял ясен)-Fraxinus ornus L
- Благун – Quercus frainetto Ten. (Q. con ferta Kit., Q. hungarica Hubeny)
- Бяла елша – Almus incana (L.)Moench
- Бяла мура – Pinus peuce Gris
- Бяла топола – Populus alba L.
- Бяла върба – Salix alba L.
- Европейски Церцис (Див рожков) – Cercis siliquastrum L.
- Дървовидна смрика – Juniperus exselsa M. B.
- Делтоидна (канадска) топола – Populus deltoides Marsh
- Дребнолистна липа (Tilia Parvifolia Eheh)
- Дугласка (Pseudotsuga menziesii Franco)
- Дървовидна жълта акация(Caragana arborescenc Lam)
- Дървовидна леска – Corylus colurna
- Едролистна липа – Tilia grandifolia Ehrh.
- Евроамерикански хибридни тополи – Populus x euramericana
- Горун (Зимен дъб) – Quercus petraea Liebi. (Q. sessiliflora Salisb., Q. sessilis Ehrh)
- Обикновен Хинап – Zizyphus vulgaris Lam.
- Ива(Козя върба) – Salix caprea L.
- Източен бук – Fagus orientalis Lipsky
- Източен (Келяв) габър – Carpinus orientalis Mill.
- Източен Платан (Platanus orientalis L.)
- Източна туя (Thuja orientalis L.)
- Обикновен конски кестен -AESCULUS HIPPOCASTANUM L
- Корков дъб – Quercus suber L.
- Косматоплодна топола – Populus trichocarpa Torr.
- Лъжник (Странджански)дъб – Quercus hartwissiana Stev.
- Ливански кедър – Cedrus libani Laws
- Мекиш (Acer tataricum L.)
- Миризлива смрика (Juniperus sabina L.)
- Морски бор (Pinus pinaster Ait.)
- Обикновен бръшлян-(Hedera helix L.)
- Обикновен бук – Fagus sylvatica L.
- Обикновен габър (Carpinus betulus L.)
- Обикновена смрика (Juniperus communis)
- Обикновена череша (Cerasus avium(L.)
- Обикновен айлант-Ailanthus altissima (Mill.) Swingle (A.glandulosa Dest.)
- Обикновен /Летен/ дъб – Quercus robur L.
- Обикновен явор (Acer pseudopiatanus L.)
- Обикновен кестен – Castanea sativa Mill
- Обикновен кипарис – Cupressus sempervirens L.
- Обикновен орех – Juglans regia L.
- Обикновен повет(Скребер)-Clematis vitalba L.
- Обикновен смърч (Picea excelsa Link)
- Обикновен тис (Taxus baccata L.)
- Обикновена шипка (Rosa canina L.)
- Бяла акация – Robinia pseudoacacia L.
- Обикновена бреза (Betula pendula)
- Обикновена леска (Corylus avellana)
- Плачеща върба (Salix babylonica L.)
- Планински бряст (Ulmus glabra Huds.)
- Планински бряст (Fraxinus Exelsior L.)
- Планински явор(Жешля) (Acer heldreihii Orch)
- Полски ясен (Fraxynus oxicarpa)
- Вечнозелена секвоя – Sequoia sempervirens (Lamb.)Endl
- Западен платан (Platanus occidentalis L.)
- Западна туя– Thuja occidentalis L.
- Зелена елша (Планинска елша) – Alnus viridis D. C.[1]